# 老厂乡 (罗平县)
老厂乡，是中华人民共和国云南省曲靖市罗平县下辖的一个乡镇级行政单位。

## 行政区划
老厂乡下辖以下地区：
老厂社区、马米村、吉白村、发新村、发乃村、虎山村、马米妥村、水塘村、土冲村、么龙村、舍迫村、田边村和丫落村。